# Onderwijsvereniging van Steden en Gemeenten
De Onderwijsvereniging van steden en gemeenten vzw (afgekort OVSG) is een onderwijsorganisatie van de Vlaamse Gemeenschap. Het is een ledenorganisatie van de inrichtende machten van het gemeentelijk onderwijs en een van de koepelorganisaties die het Officieel Gesubsidieerd Onderwijsnet vertegenwoordigen. OVSG promoot en ondersteunt het onderwijsproject van steden en gemeenten.

## Dienstverlening
De pedagogische begeleidingsdienst van OVSG helpt scholen en teams om hun pedagogisch project te realiseren en kwaliteitsvol onderwijs uit te bouwen. De school kan bij de pedagogische begeleiding terecht voor alle pedagogisch-didactische vragen of innovaties. Na een doorlichting geeft de begeleiding ondersteuning bij de opvolging ervan. Schoolbesturen, schoolteams, directies, leerkrachten, administratieve medewerkers en CLB-medewerkers kunnen bij OVSG ook terecht voor een breed aanbod aan nascholing, vorming en producten op maat van de praktijk. 
Daarnaast volgen de juridische diensten van OVSG zowel de onderwijsregelgeving als andere regelgeving die invloed heeft op het schoolgebeuren nauwgezet op en vertalen ze de regels voor de scholen van het gemeentelijk onderwijs naar de praktijk. Gemeentebesturen kunnen voor de begeleiding van scholengemeenschappen en voor flankerend onderwijsbeleid ook bij OVSG terecht.
Ook belangenbehartiging is een belangrijk onderdeel van de werking van OVSG. De vereniging maakt deel uit van het centrale onderhandelingscomité voor onderwijs en van de VLOR.

## OVSG-toets
De OVSG-toets is een door de overheid gevalideerde toets, die de leerlingen van het Officieel Gesubsidieerd Onderwijs en van het gemeenschapsonderwijs op het einde van het basisonderwijs afleggen. De toets heeft vooral een signaalfunctie voor de scholen. Aan de hand van de OVSG-toets kunnen scholen hun kwaliteit bewaken. De OVSG-toets is géén norm voor het behalen van het getuigschrift basisonderwijs. De resultaten van de toets kunnen wel gebruikt worden op leerlingenniveau, samen met de eigen schoolgegevens. Op zich is de centrale toets geen doorslaggevende factor voor het vervolgonderwijs.